# Паула Рисікко
Паула Рисікко (фін. Paula Sinikka Risikko, до шлюбу Пелттарі (фін. Pelttari; нар. 4 червня 1960, Юлігярмя, Південня Остроботнія, Вазакська губернія, Фінляндія) — фінська політична діячка, парламентарка від партії Національна коаліція з 19 березня 2003.
У минулому — міністерка соціального забезпечення та охорони здоров'я в уряді Катайнена (2011–2014), міністерка транспорту та у справах місцевого самоврядування в кабінеті Олександра Стубба (2014–2015), міністерка внутрішніх справ в уряді Сіпіля (2016–2018), голова парламенту Фінляндії (з лютого 2018 по 24 квітня 2019).

## Життєпис
Народилася 4 червня 1960 в місті Юлігярмя (Фінляндія).
Працювала медсестрою, вчителькою і керівницею, обрана в Парламент Фінляндії.
З 22 червня 2011 по 24 червня 2014 на посаді міністерки соціального забезпечення і охорони здоров'я в кабінеті уряду Катайнена.
2 травня 2014 оголосила про намір боротися за пост голови партії Національна коаліція і відповідно за крісло прем'єр-міністра в уряді Фінляндії.
Згідно з опитуваннями громадської думки, разом з Яном Вапаавуорі зайняла другу позицію після Олександра Стубба (24 % опитаних у віці старше 60 років хотіли би бачити Паулу майбутньою прем'єркою).
З 24 червня 2014 — міністерка транспорту та у справах місцевого самоврядування в кабінеті Олександра Стубба.
З 22 червня 2016 — міністерка внутрішніх справ в уряді Сіпіля. Експертка з питань Російської федерації.
5 лютого 2018 обрана спікеркою фінського парламенту, змінивши на цій посаді Марію Логелу.

## Родина
- Чоловік (з 2000) — Гейккі Рисікко (фін. Heikki Risikko)